# Microarthridion berberum
Microarthridion berberum är en kräftdjursart som beskrevs av Albert Monard. Microarthridion berberum ingår i släktet Microarthridion och familjen Tachidiidae. Inga underarter finns listade i Catalogue of Life.